# Mercedes-Benz Vario
Mercedes-Benz Vario var en lille lastbil fra Mercedes-Benz og efterfølger for Mercedes-Benz T2. Bilen blev mellem 1996 og 2013 bygget på fabrikken i Ludwigsfelde. De udvendige forskelle i forhold til forgængeren fra 1986 var ret små − forlygter, blinklys og kølergrill blev nydesignet, men også kabinen blev modificeret.
Motorprogrammet omfattede den femcylindrede dieselmotor OM 602 på 2,9 liter og den firecylindrede OM 904 på 4,2 liter. OM 904 fandtes i varianter fra 95 kW (129 hk) til 130 kW (177 hk).
Vario-serien fandtes med akselafstande fra 3150 til 4800 mm. Tilsvarende varierede længden fra 5220 til 8230 mm ved en bredde på 2206 mm. Den laveste egenvægt var 2740 kg.
Den tilladte totalvægt gik fra 3,49 til 8,2 tons. Modelbetegnelserne hed:
- Byggeserie V667: 507 D, 508 D, 508 DK, 510 og 512 D.
- Byggeserie V668: 612 D, 613 D, 614 D, 615 D, 616 D, 618 D og 814 D.
- Byggeserie V670: 812 D, 813 D, 814 D, 814 DA, 815 D, 815 DA, 816 D og 818 D.

(det første ciffer står for den omtrentlige tilladte totalvægt i tons, andet og tredje ciffer for den omtrentlige effekt i hk, "D" for diesel og "A" for "Allrad" (firehjulstræk)).

## Tekniske data
| Version                    | x13 D                                                  | x16 D                                                  | x18 D                                                  |
| Antal cylindre             | R4                                                     | R4                                                     | R4                                                     |
| Slagvolume (cm³)           | 4249                                                   | 4249                                                   | 4249                                                   |
| Maks. effekt (kW/hk)       | 95/129 ved 2200                                        | 115/156 ved 2200                                       | 130/177 ved 2200                                       |
| Maks. drejningsmoment (Nm) | 500 ved 1200–1600                                      | 610 ved 1200–1600                                      | 675 ved 1200–1600                                      |
| Topfart (km/t)             | 90                                                     | 90                                                     | 90                                                     |
| Gearkasse (standard)       | 6-trins manuel eller 5-trins automatisk (ikke for 4×4) | 6-trins manuel eller 5-trins automatisk (ikke for 4×4) | 6-trins manuel eller 5-trins automatisk (ikke for 4×4) |
| Tankindhold                | 90 liter                                               | 90 liter                                               | 90 liter                                               |

## Indstilling af produktionen
Som følge af de høje omkostninger som vil have været forbundet med at modernisere bilen, så den vil kunne have opfyldt Euro6-normen samt implementering af et tilpasset ESP-system, valgte Mercedes-Benz at indstille salget af Vario til modelåret 2014 og produktionen i september 2013. Derudover opgav fabrikanten de faldende salgstal for serien som grund til indstilling af produktionen. De tungere versioner af Mercedes-Benz Sprinter samt modellerne fra serien Mitsubishi Fuso Canter kan betragtes som indirekte efterfølgere for Vario.
Den sidste Vario forlod fabrikken i Ludwigsfelde den 27. september 2013 efter en produktion på 90.743 eksemplarer.
- Mercedes-Benz Vario 612 D, dobbeltkabine
- Vario som ambulance
- Vario som linjebus
- Vario 512 D som babyambulance
- UPS-pakkebil P1000 på Vario-basis